# Fanuel Kozonguizi
Fanuel Jariretundu Kozonguizi (* 26. Januar 1932 in Windhoek, Südwestafrika; † 1. Februar 1995) war ein namibischer Jurist und Politiker. Er trat als ständiger Vermittler Namibias im Rahmen der namibischen Unabhängigkeitsbestrebungen bei den Vereinten Nationen auf. Kozonguizi war Mitglied der Verfassungsgebenden Versammlung Namibias.

## Biografie
Kozonguizi wuchs in Bela-Bela in Südafrika auf, wo er die Schulzeit beendete. Erst 1959 holte er den höchsten Schulabschluss nach und studierte an der University of Fort Hare, Rhodes University und University of Cape Town. Er wurde Barrister und 1970 in London Inner-Temple-Mitglied.
1954 begann Kozonguizi sich als Aktivist für die Menschenrechte in seinem Heimatland einzusetzen. So unterstützte er vor allem Tagelöhner bei ihrer Rückkehr ins Ovamboland. Im gleichen Jahr gründete er unter anderem gemeinsam mit Mburumba Kerina und Zed Ngavirue die South-West African Students Organization. Zwei Jahre später hielt er, gemeinsam u. a. mit Sam Nujoma und Hosea Kutako, eine Rede zur Situation in Südwestafrika vor den Vereinten Nationen. 1985 ersetzte Kozonguizi den britischen Reverend Michael Scott als Vertreter der Herero vor der UNO.
1959 wurde Kozonguizi zum ersten Präsidenten der SWANU gewählt. 1966 verließ er die Partei, da seine Ideologie des Sozialismus und Anti-Imperialismus der Partei großen Zuspruch kostete.
Für einige Jahre arbeitete er als Rechtsanwalt in London, ehe Kozonguizi 1976 nach Südwestafrika zurückkehrte. Dort übernahm er eine Rechtsberaterposition bei Clemens Kapuuo und den Herero bei der Turnhallenkonferenz. Kozonguizi schloss sich wenig später Kapuuos Demokratischen Turnhallenallianz (DTA) an. 1980 stieg er in das Büro des Generalverwalters Südwestafrikas auf und wurde zum höchsten Schwarzen im Land.
Ab 1980 diente Kozonguizi in der Übergangsregierung der nationalen Einheit, u. a. als Minister für Justiz, Information, Post und Telekommunikation. Kozonguizi schloss sich Ende der 1980er Jahre der NUDO an. Nach der Unabhängig Namibias war er in der 1. Nationalversammlung Abgeordneter. Von 1992 bis 1995 war Kozonguizi Ombudsmann.